# Tubulanus lucidus
Tubulanus lucidus är en djurart som tillhör fylumet slemmaskar, och som beskrevs av Jirô Iwata 1952. Tubulanus lucidus ingår i släktet Tubulanus och familjen Tubulanidae. Inga underarter finns listade i Catalogue of Life.